# 미메시스 (출판사)
미메시스(Mimesis)은 2005년 7월 설립한 대한민국의 출판사이다. 열린책들의 자회사로 본격 예술 전문 서적을 다루고 있다. 미술 , 디자인, 건축, 만화, 영화, 사진, 문헌학 등 다양한 예술 분야를 아우른다. 앤디 워홀, 카림 라시드, 필립 스탁, 프랭크 로이드 라이트 등 예술가들의 삶과 예술혼을 생생히 느낄 수 잇는 자서전 및 전기, 안도 다다오, 칸, 개리, 건축을 말한다 등 건축 작품과 건축가의 생각을 읽을 수 있는 책들, 장 자끄 상뻬, 레제르, 데이비드 마추켈리, 바스티앙 비베스 등과 같이 뛰어난 그림과 유머를 선보이는 예술 만화 등 품격 높은 예술 전문 서적들을 출간해 왔다. 2019년 주식회사 열린책들과 미메시스가 정식 합병되었다.

## 대표작
- 《앤디 워홀의 철학》(2007), 《앤디 워홀 일기》(2009)-한국일보 선정 제50회 한국출판문화상 편집상 수상
- 현대 건축의 철학적 모험 시리즈
  - 《현대 건축의 철학적 모험-01 위상학, 02 은유와 생성, 03 용해와 내재성》(2010~2011)
- 건축가 시리즈
  - 《칸》《라이트》《게리》《안도 다다오》(2010~2011)
- 그래픽 노블
  - 바스티앙 비베스《염소의 맛》《사랑은 혈투》《폴리나》(2010~2011)
  - 데이비드 마추켈리《아스테리오스 폴립》《유리의 도시》(2010~2011)
  - 마누엘레 피오르《초속 5000킬로미터》《엘제 양》(2011)
  - 데이비드 스몰《바늘땀》(2012), 뱅상 소렐《곰》(2011), 제프 르미어 《에식스 카운티》(2011)
- 에드워드 고리 시리즈
  - 《이상한 소파》《불운한 아이》《쓸모 있는 조언》《독이 든 사탕》외 4권
- 미메시스 예술서
  - 앙드레 브르통《초현실주의 선언》(2012), 미하엘 엠바허《유혹하는 자전거》(2012), 한스 울리히 오브리스트《아이웨이웨이》(2011), 제이콥 케네디《파스타의 기하학》(2011), 다니엘 지라르댕과 크리스티앙 피르케르《논쟁이 있는 사진의 역사》(2011), 카림 라시드《나를 디자인하라》(2008)

## 수상 내역
- 2009년 《앤디워홀 일기》 제50회 한국일보 출판문화상 편집상 수상

## 같이 보기
- 열린책들